# Mordellistena vapida
Mordellistena vapida är en skalbaggsart som beskrevs av Leconte 1862. Mordellistena vapida ingår i släktet Mordellistena och familjen tornbaggar. Inga underarter finns listade i Catalogue of Life.